# Aberdeen (Ohio)
Aberdeen és una població dels Estats Units a l'estat d'Ohio. Segons el cens del 2000 tenia 1.603 habitants.

## Demografia
Segons el cens del 2000, Aberdeen tenia 1.603 habitants, 689 habitatges, i 436 famílies. La densitat de població era de 439 habitants/km².
Dels 689 habitatges en un 32,2% hi vivien nens de menys de 18 anys, en un 44,4% hi vivien parelles casades, en un 15,1% dones solteres, i en un 36,7% no eren unitats familiars. En el 31,9% dels habitatges hi vivien persones soles el 10,4% de les quals corresponia a persones de 65 anys o més que vivien soles. El nombre mitjà de persones vivint en cada habitatge era de 2,31 i el nombre mitjà de persones que vivien en cada família era de 2,88.
Per edats la població es repartia de la següent manera: un 25,8% tenia menys de 18 anys, un 7,8% entre 18 i 24, un 30,4% entre 25 i 44, un 24% de 45 a 60 i un 12,1% 65 anys o més.
L'edat mediana era de 37 anys. Per cada 100 dones de 18 o més anys hi havia 85,4 homes.
La renda mediana per habitatge era de 30.202 $ i la renda mediana per família de 33.906 $. Els homes tenien una renda mediana de 32.500 $ mentre que les dones 23.889 $. La renda per capita de la població era de 16.287 $. Aproximadament el 18,6% de les famílies i el 21,9% de la població estaven per davall del llindar de pobresa.

## Poblacions més properes
El següent diagrama mostra les poblacions més properes.